# 西寧衛
西寧衞是明代的一個衛所。元西寧州，直隸甘肅行省。洪武初廢。六年正月置衞。宣德七年十一月升軍民指揮使司，屬陝西都司，後屬陝西行都指揮使司